# Courcelette
Courcelette là một thị trấn ở tỉnh Somme trong vùng Hauts-de-France, Pháp.

## Địa lý
Thị trấn này tọa lạc trên đường D929 và đường D107, khoảng 30 dặm Anh về phía đông bắc của Amiens.

## Dân số
| 1962                                                           | 1968 | 1975 | 1982 | 1990 | 1999 |
| -------------------------------------------------------------- | ---- | ---- | ---- | ---- | ---- |
| 158                                                            | 180  | 176  | 150  | 142  | 133  |
| Số liệu điều tra dân số từ năm 1962, dân số không tính hai lần |      |      |      |      |      |